# Francia en los Juegos Paralímpicos de Nueva York y Stoke Mandeville 1984
Francia estuvo representada en los Juegos Paralímpicos de Nueva York y Stoke Mandeville 1984 por un total de 115 deportistas, 78 hombres y 37 mujeres.

## Medallistas
El equipo paralímpico francés obtuvo las siguientes medallas:
| Nombre                                 | Deporte                       | Evento                                                       |
| -------------------------------------- | ----------------------------- | ------------------------------------------------------------ |
| Oro                                    |                               |                                                              |
| Martine Prieur                         | Atletismo                     | 100 m 5 femenino                                             |
| Martine Prieur                         | Atletismo                     | Disco 5 femenino                                             |
| Martine Prieur                         | Atletismo                     | Pentatlón 6 femenino                                         |
| Véronique Rochette                     | Atletismo                     | 200 m C7 femenino                                            |
| Lucien Quemond                         | Atletismo                     | 400 m B3 masculino                                           |
| Mustapha Badid                         | Atletismo                     | 800 m A1-3 masculino                                         |
| Antoine Delaune                        | Atletismo                     | Peso C4 masculino                                            |
| Stéphane Saas                          | Atletismo                     | Salto de altura B2 masculino                                 |
| Rudi Van den Abbeele                   | Atletismo                     | Pentatlón 5 masculino                                        |
| Equipo                                 | Baloncesto en silla de ruedas | Torneo masculino                                             |
| Dominique Molle                        | Ciclismo en ruta              | Ruta 1500 m CP4 masculino                                    |
| Dominique Molle                        | Ciclismo en ruta              | Ruta 5000 m CP4 masculino                                    |
| Murielle Desmarets                     | Esgrima en silla de ruedas    | Florete individual 2-3 femenino                              |
| Véronique Soetemondt                   | Esgrima en silla de ruedas    | Florete individual 1C femenino                               |
| Equipo                                 | Esgrima en silla de ruedas    | Florete por equipos femenino                                 |
| André Hennaert                         | Esgrima en silla de ruedas    | Florete individual 2-3 masculino                             |
| André Hennaert                         | Esgrima en silla de ruedas    | Sable individual 2-3 masculino                               |
| Arthur Bellance                        | Esgrima en silla de ruedas    | Florete individual 4-5 masculino                             |
| Equipo                                 | Esgrima en silla de ruedas    | Florete por equipos masculino                                |
| Equipo                                 | Esgrima en silla de ruedas    | Espada por equipos masculino                                 |
| Equipo                                 | Esgrima en silla de ruedas    | Sable por equipos masculino                                  |
| Jean Grandsire                         | Halterofilia                  | –75 kg paraplejia masculino                                  |
| Bernard Barberet                       | Halterofilia                  | –85 kg integrado masculino                                   |
| Michel Abalain                         | Levantamiento de potencia     | –76,5 kg masculino                                           |
| Daniel Hardy                           | Levantamiento de potencia     | –90 kg masculino                                             |
| Béatrice Pierre                        | Natación                      | 25 m espalda C3 femenino                                     |
| Béatrice Pierre                        | Natación                      | 25 m libre C3 femenino                                       |
| Béatrice Pierre                        | Natación                      | 50 m libre C3 femenino                                       |
| Béatrice Pierre                        | Natación                      | 100 m libre C3 femenino                                      |
| P. Delorme                             | Natación                      | 100 m espalda 5 femenino                                     |
| P. Delorme                             | Natación                      | 100 m libre 5 femenino                                       |
| P. Delorme                             | Natación                      | 200 m estilos 5 femenino                                     |
| P. Delorme                             | Natación                      | 400 m libre 5 femenino                                       |
| Agnès Béraudias                        | Natación                      | 100 m espalda L5 femenino                                    |
| Agnès Béraudias                        | Natación                      | 100 m libre L5 femenino                                      |
| Agnès Béraudias                        | Natación                      | 100 m mariposa L5 femenino                                   |
| Agnès Béraudias                        | Natación                      | 200 m estilos L5 femenino                                    |
| Stéphanie Proust                       | Natación                      | 50 m libre C7 femenino                                       |
| Stéphanie Proust                       | Natación                      | 100 m libre C7 femenino                                      |
| Stéphanie Proust                       | Natación                      | 200 m libre C7 femenino                                      |
| Geneviève Payroux                      | Natación                      | 25 m libre L1 femenino                                       |
| Marie-Thérèse Crespo                   | Natación                      | 50 m espalda 3 femenino                                      |
| Isabelle Durandeau                     | Natación                      | 100 m braza A8 femenino                                      |
| Equipo                                 | Natación                      | 4 × 50 m libre 2-6 femenino                                  |
| G. Betega                              | Natación                      | 100 m braza 5 masculino                                      |
| G. Betega                              | Natación                      | 100 m espalda 5 masculino                                    |
| G. Betega                              | Natación                      | 100 m mariposa 5 masculino                                   |
| G. Betega                              | Natación                      | 200 m estilos 5 masculino                                    |
| G. Betega                              | Natación                      | 400 m libre 5 masculino                                      |
| Didier Cougouille                      | Natación                      | 25 m espalda C3 masculino                                    |
| Didier Cougouille                      | Natación                      | 25 m libre C3 masculino                                      |
| Didier Cougouille                      | Natación                      | 50 m libre C3 masculino                                      |
| Michel Landra                          | Natación                      | 25 m espalda L2 masculino                                    |
| Michel Landra                          | Natación                      | 25 m libre L2 masculino                                      |
| Eric Ghysel                            | Natación                      | 50 m braza B2 masculino                                      |
| Eric Ghysel                            | Natación                      | 50 m libre B2 masculino                                      |
| Claude Dupin                           | Natación                      | 100 m mariposa L5 masculino                                  |
| Claude Dupin                           | Natación                      | 200 m estilos L5 masculino                                   |
| Eric Fleury                            | Natación                      | 100 m braza L4 masculino                                     |
| Equipo                                 | Natación                      | 4 × 100 m estilos 1A-6 masculino                             |
| C. Coullanges                          | Tenis de mesa                 | Individual C3 femenino                                       |
| Evelyne Crétual                        | Tenis de mesa                 | Individual L3 femenino                                       |
| R. Ferraud                             | Tenis de mesa                 | Individual C4 masculino                                      |
| Marc Piras                             | Tenis de mesa                 | Individual L3 masculino                                      |
| Nicole Sarton                          | Tiro                          | Pistola de aire 2-6 femenino                                 |
| Annie Lecointe                         | Tiro                          | Rifle de aire integrado femenino                             |
| Equipo                                 | Tiro                          | Rifle de aire en posición tendida por equipos 1A-6 masculino |
| M. P. Balme                            | Tiro con arco                 | Doble distancia corta paraplejia femenino                    |
| J. M. Chapuis                          | Tiro con arco                 | Doble distancia avanzada paraplejia masculino                |
| Equipo                                 | Tiro con arco                 | Distancia corta por equipos 1A-6 masculino                   |
| Equipo                                 | Tiro con arco                 | Doble distancia avanzada por equipos 1A-6 masculino          |
| Plata                                  |                               |                                                              |
| P. Delevacque                          | Atletismo                     | 100 m 1B femenino                                            |
| P. Delevacque                          | Atletismo                     | 200 m 1B femenino                                            |
| P. Delevacque                          | Atletismo                     | 400 m 1B femenino                                            |
| Véronique Rochette                     | Atletismo                     | 100 m C7 femenino                                            |
| Véronique Rochette                     | Atletismo                     | 400 m C7 femenino                                            |
| Véronique Rochette                     | Atletismo                     | Salto de longitud C7 femenino                                |
| Valene Deconde                         | Atletismo                     | 60 m A1-3 femenino                                           |
| Valene Deconde                         | Atletismo                     | 200 m A1-3 femenino                                          |
| Martine Prieur                         | Atletismo                     | Queen of the straight 100 m 1A-6 femenino                    |
| Martine Prieur                         | Atletismo                     | Jabalina femenino                                            |
| Christelle Donnez                      | Atletismo                     | 800 m A6 femenino                                            |
| Jean-Louis Janneay                     | Atletismo                     | 100 m C4 masculino                                           |
| Jean-Louis Janneay                     | Atletismo                     | 400 m C4 masculino                                           |
| Jean-Louis Janneay                     | Atletismo                     | 800 m C4 masculino                                           |
| Michel Bapte                           | Atletismo                     | 100 m C7 masculino                                           |
| Michel Bapte                           | Atletismo                     | 200 m C7 masculino                                           |
| Michel Bapte                           | Atletismo                     | Salto de longitud C7 masculino                               |
| Rudi Van den Abbeele                   | Atletismo                     | Disco 5 masculino                                            |
| Rudi Van den Abbeele                   | Atletismo                     | Peso 5 masculino                                             |
| André Havard                           | Atletismo                     | 60 m C6 masculino                                            |
| Lucien Quemond                         | Atletismo                     | 100 m B3 masculino                                           |
| Charles Weiss                          | Atletismo                     | Eslalon 1B masculino                                         |
| Jean-François Poitevin                 | Atletismo                     | Maratón 4 masculino                                          |
| Sylviane Meyer                         | Esgrima en silla de ruedas    | Florete individual 4-5 femenino                              |
| Olivier Plane                          | Esgrima en silla de ruedas    | Florete individual 4-5 masculino                             |
| Jean-Pierre Leroux                     | Esgrima en silla de ruedas    | Florete individual 1C masculino                              |
| Arthur Bellance                        | Esgrima en silla de ruedas    | Espada individual 4-5 masculino                              |
| Hervé Paillet                          | Halterofilia                  | –51 kg integrado masculino                                   |
| J. M. Barberane                        | Halterofilia                  | –51 kg paraplejia masculino                                  |
| Patrick Garnier                        | Halterofilia                  | –65 kg integrado masculino                                   |
| Gérard Houdmond                        | Halterofilia                  | –81 kg paraplejia masculino                                  |
| N. Clemente                            | Halterofilia                  | +95 kg paraplejia masculino                                  |
| Didier Menage                          | Levantamiento de potencia     | –60 kg masculino                                             |
| Patrick Fornet                         | Levantamiento de potencia     | –60 kg masculino                                             |
| Sylvie Delplauque                      | Natación                      | 50 m espalda C5 femenino                                     |
| Sylvie Delplauque                      | Natación                      | 100 m espalda C5 femenino                                    |
| Sylvie Delplauque                      | Natación                      | 50 m libre C5 femenino                                       |
| Sylvie Delplauque                      | Natación                      | 100 m libre C5 femenino                                      |
| Sylvie Delplauque                      | Natación                      | 200 m libre C5 femenino                                      |
| Hélène Binet                           | Natación                      | 25 m espada C6 femenino                                      |
| Hélène Binet                           | Natación                      | 25 m libre C6 femenino                                       |
| Hélène Binet                           | Natación                      | 50 m libre C6 femenino                                       |
| F. Maury                               | Natación                      | 25 m libre 1B femenino                                       |
| F. Maury                               | Natación                      | 25 m mariposa 1B femenino                                    |
| F. Maury                               | Natación                      | 75 m estilos 1B femenino                                     |
| Stéphanie Proust                       | Natación                      | 50 m espalda C7 femenino                                     |
| Stéphanie Proust                       | Natación                      | 100 m espalda C7 femenino                                    |
| Violette Spoka                         | Natación                      | 100 m libre C3 femenino                                      |
| Agnès Béraudias                        | Natación                      | 100 m braza L5 femenino                                      |
| Isabelle Durandeau                     | Natación                      | 200 m estilos A8 femenino                                    |
| Equipo                                 | Natación                      | 3 × 50 m estilos 2-4 femenino                                |
| Pascal Jacquot                         | Natación                      | 25 m espalda L1 masculino                                    |
| Pascal Jacquot                         | Natación                      | 25 m libre L1 masculino                                      |
| David Foppolo                          | Natación                      | 100 m libre A5 masculino                                     |
| David Foppolo                          | Natación                      | 150 m estilos A5 masculino                                   |
| Mohamed Ait Aissa                      | Natación                      | 50 m espalda 3 masculino                                     |
| Bernard Micorec                        | Natación                      | 100 m espalda 6 masculino                                    |
| Bernadette Darvand                     | Tenis de mesa                 | Individual L4 femenino                                       |
| Bernadette Darvand                     | Tenis de mesa                 | Clase abierta CL femenino                                    |
| Daniel Jeannin                         | Tenis de mesa                 | Individual 1C masculino                                      |
| Equipo                                 | Tenis de mesa                 | Equipo 2 masculino                                           |
| Nicole Petit                           | Tiro                          | Rifle de aire en posición tendida 2-6 femenino               |
| Nicole Petit                           | Tiro                          | Rifle de aire en tres posiciones 2-6 femenino                |
| Marie Chantal Barberaud                | Tiro                          | Pistola de aire 2-6 femenino                                 |
| Michel Pelon                           | Tiro                          | Rifle de aire en posición tendida 2-6 masculino              |
| Michel Pelon                           | Tiro                          | Rifle de aire de rodillas 2-6 masculino                      |
| Joel Guillon                           | Tiro                          | Pistola de aire integrado masculino                          |
| C. Bouchite                            | Tiro con arco                 | Doble distancia avanzada paraplejia masculino                |
| René Ducret George Hamart Daniel Lelon | Tiro con arco                 | Doble ronda FITA por equipos integrado masculino             |
| Bronce                                 |                               |                                                              |
| Martine Prieur                         | Atletismo                     | 200 m 5 femenino                                             |
| Martine Prieur                         | Atletismo                     | 400 m 5 femenino                                             |
| Martine Prieur                         | Atletismo                     | Peso 5 femenino                                              |
| Antoine Delaune                        | Atletismo                     | 400 m C4 masculino                                           |
| Antoine Delaune                        | Atletismo                     | Disco C4 masculino                                           |
| Charles Weiss                          | Atletismo                     | Jabalina 1B masculino                                        |
| Charles Weiss                          | Atletismo                     | Pentatlón 1B masculino                                       |
| André Havard                           | Atletismo                     | 400 m C6 masculino                                           |
| Jean-François Poitevin                 | Atletismo                     | 5000 m 4 masculino                                           |
| Leon Sur                               | Atletismo                     | Jabalina A2 masculino                                        |
| Lucien Quemond                         | Atletismo                     | Jabalina B3 masculino                                        |
| Michel Bapte                           | Atletismo                     | Jabalina C7 masculino                                        |
| Jannick Seveno                         | Esgrima en silla de ruedas    | Florete individual 2-3 femenino                              |
| Thérèse Lemoine                        | Esgrima en silla de ruedas    | Florete individual 4-5 femenino                              |
| Mohamed Beldjilali                     | Esgrima en silla de ruedas    | Espada individual 2-3 masculino                              |
| Dominique Hainault                     | Halterofilia                  | –65 kg paraplejia masculino                                  |
| Isabelle Durandeau                     | Natación                      | 100 m espalda A8 femenino                                    |
| Isabelle Durandeau                     | Natación                      | 100 m mariposa A8 femenino                                   |
| Violette Spoka                         | Natación                      | 25 m espalda C3 femenino                                     |
| Corinne D'Urzo                         | Natación                      | 50 m espalda 3 femenino                                      |
| Marie-Thérèse Crespo                   | Natación                      | 100 m estilos 3 femenino                                     |
| F. Maury                               | Natación                      | 100 m libre 1B femenino                                      |
| Isabelle Durandeau                     | Natación                      | 100 m libre A8 femenino                                      |
| Equipo                                 | Natación                      | 4 × 50 m libre C1-C8 femenino                                |
| Eric Ghysel                            | Natación                      | 100 m libre B2 masculino                                     |
| Eric Ghysel                            | Natación                      | 200 m estilos B2 masculino                                   |
| Eric Fleury                            | Natación                      | 100 m mariposa L4 masculino                                  |
| Eric Fleury                            | Natación                      | 200 m estilos L4 masculino                                   |
| Bernard Micorec                        | Natación                      | 200 m estilos 6 masculino                                    |
| Bernard Micorec                        | Natación                      | 400 m libre 6 masculino                                      |
| David Foppolo                          | Natación                      | 50 m espalda A5 masculino                                    |
| Thierry Legloanic                      | Natación                      | 50 m espalda L3 masculino                                    |
| C. Trog                                | Natación                      | 100 m libre 1B masculino                                     |
| Jean-Marc Durieux                      | Natación                      | 200 m libre 2 masculino                                      |
| Mohamed Ait Aissa                      | Natación                      | 200 m libre 3 masculino                                      |
| Equipo                                 | Natación                      | 4 × 50 m libre L1-L6 masculino                               |
| Equipo                                 | Natación                      | 4 × 50 m estilos 2-6 masculino                               |
| R. André                               | Tenis de mesa                 | Individual 3 femenino                                        |
| Philippe Roiné                         | Tenis de mesa                 | Individual L5 masculino                                      |
| Thierry Garofalo Bernard Penaud        | Tenis de mesa                 | Equipo L4 masculino                                          |
| Nicole Petit                           | Tiro                          | Rifle de aire de pie 2-6 femenino                            |
| Marie-Thérèse Pichon                   | Tiro                          | Pistola de aire integrado femenino                           |
| Guy Dunarquez                          | Tiro                          | Pistola de aire integrado masculino                          |
| Equipo                                 | Tiro                          | Rifle de aire de rodillas por equipos 1A-6 masculino         |
| Benoit Tanquerel                       | Tiro con arco                 | Doble ronda FITA división 3 masculino                        |
| Equipo                                 | Voleibol de pie               | Torneo masculino                                             |